# Dmitrij Karlagačev
Dmitrij Ėduardovič Karlagačev (in russo Дмитрий Эдуардович Карлагачев?) (13 ottobre 1998) è uno snowboarder russo, specializzato nello slalom gigante parallelo e nello slalom parallelo.

## Biografia
Specializzato nello snowboard alpino e attivo a livello internazionale dal marzo 2014, Dmitrij Karlagačev ha debuttato in Coppa del Mondo il 15 dicembre 2017, giungendo 36º nello slalom gigante parallelo di Cortina d'Ampezzo. A Mosca, il 30 gennaio 2021 ha ottenuto il suo primo podio, nonché la sua prima vittoria, nel massimo circuito, imponendosi nello slalom parallelo.
In carriera non ha mai debuttato ai Giochi olimpici invernali e ha preso parte a un'edizione dei Campionati mondiali di snowboard.

## Palmarès

### Mondiali juniores
- 3 medaglie:
  - 3 bronzi (slalom gigante parallelo e slalom parallelo a Rogla 2016; slalom gigante parallelo a Cardrona 2018)

### Coppa del Mondo
- Miglior piazzamento nella Coppa del Mondo di parallelo: 11° nel 2021
- Miglior piazzamento nella Coppa del Mondo di slalom gigante parallelo: 21° nel 2022
- Miglior piazzamento nella Coppa del Mondo di slalom parallelo: 3° nel 2021
- 1 podio:
  - 1 vittoria

#### Coppa del Mondo - vittorie
| Data            | Località | Paese  | Specialità |
| --------------- | -------- | ------ | ---------- |
| 30 gennaio 2021 | Mosca    | Russia | PSL        |

Legenda:

PSL = slalom parallelo